# Natá de los Caballeros
Natá de los Caballeros es un corregimiento y ciudad cabecera del distrito de Natá en la provincia de Coclé, República de Panamá. Es la segunda ciudad más antigua del litoral Pacífico del continente americano.

## Toponimia
Esta ciudad fue llamada así: Natá, en honor al cacique de nombre Nato, que gobernaba el área en que se encontraba la aldea. Y De los Caballeros fue por la llegada de 100 caballeros españoles enviados por el emperador Carlos V, por lo cual desde aquella época se le conoce como «Natá de Los Caballeros».

## Historia

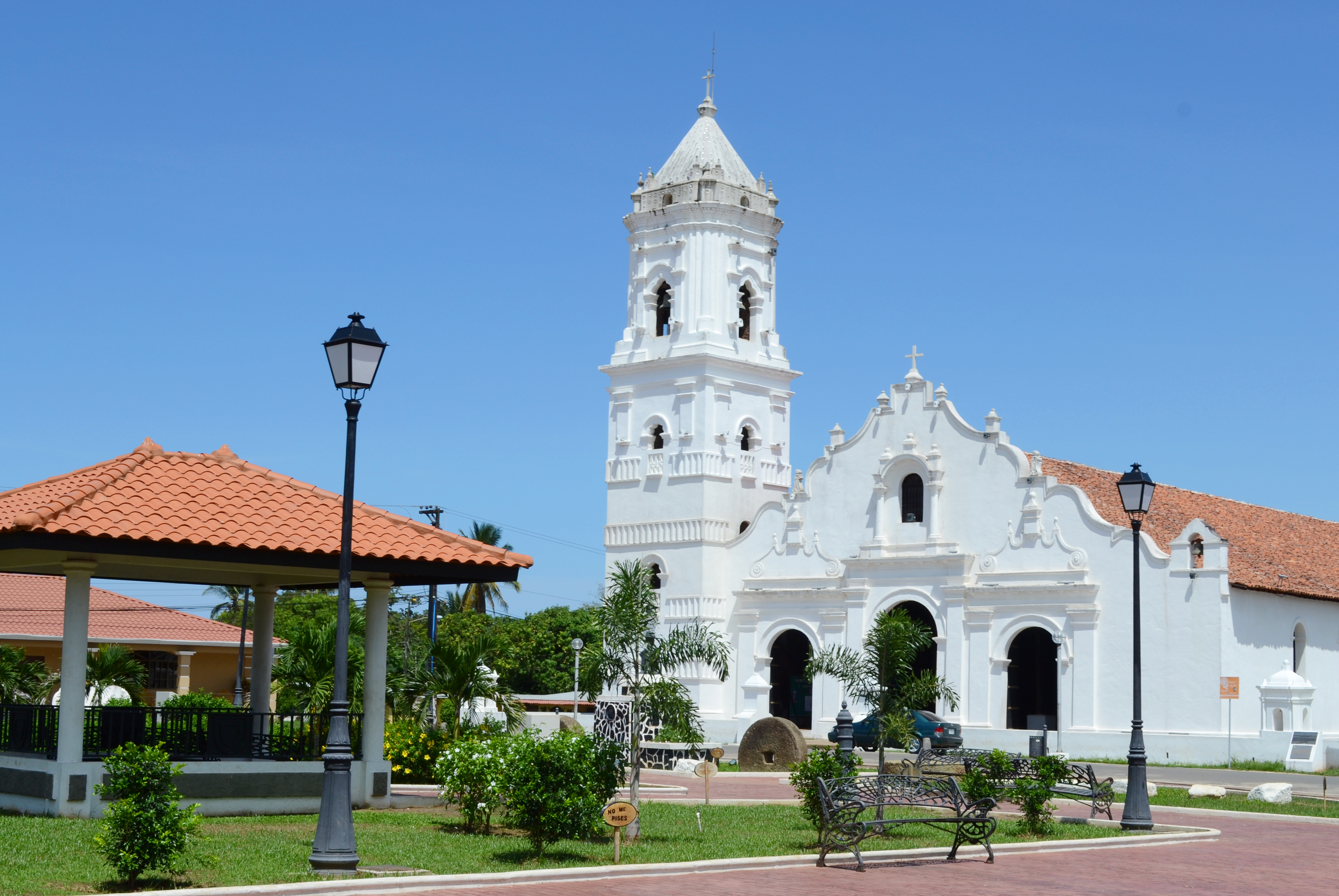
Parque de Natá de los Caballeros y la Basílica de Santiago Apóstol.

Natá de los Caballeros fue fundada el 20 de mayo de 1522 y es la segunda población más antigua del litoral pacífico americano, y la quinta fundada por los europeos en toda América Continental todavía habitada, después de Nombre de Dios (Panamá) fundada en 1510, Cumaná (Venezuela) fundada en 1515, Veracruz (México) y Panamá fundadas en 1519.
Los españoles fueron colonizadores y conquistadores de Natá, le correspondió a Gonzalo de Badajoz al llegar a esta región en 1515. Después de haber obtenido gran cantidad de oro de parte del cacique París ya  ansiando, quiso volver a atacarlo sufriendo una fuerte derrota que lo obligó a dejar, lo adquirido en la comarca del cacique Anatá, Natá o Natán, apreciando la gran fertilidad y riqueza de la región bañada por el Río Grande y Río Chico.

### Llegada de Gaspar de Espinosa

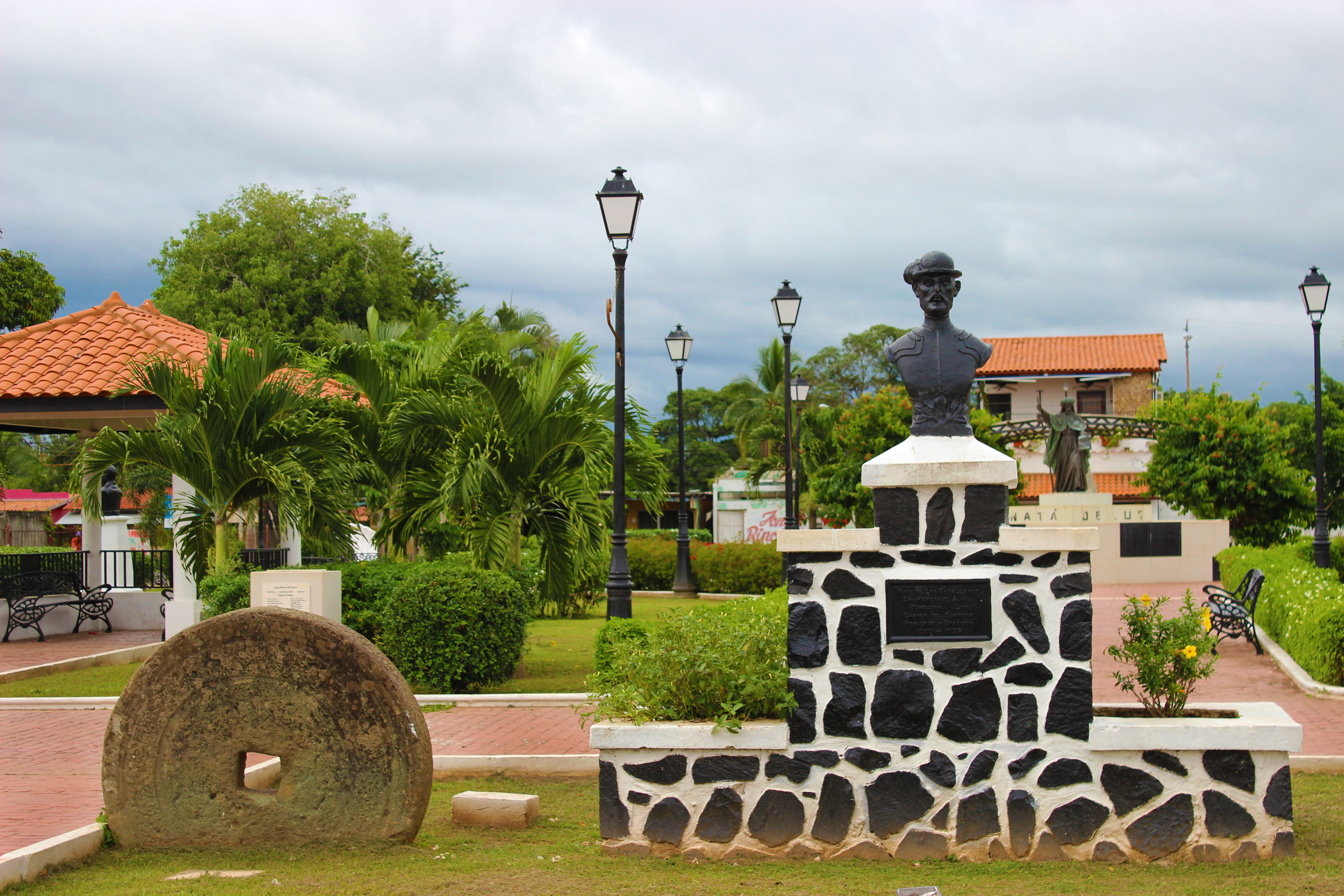
Monumento a Gaspar de Espinosa en la plaza de Natá.

En 1516 llegó a esta comarca el licenciado Gaspar de Espinosa, teniente de gobernador de Panamá, siendo bien recibido por el cacique Natá, según documentos que reposan en los Archivo de Indias de Sevilla, España. Permaneció cuatro meses y demarcó la nueva población que más tarde se convirtió en el centro de futuras expediciones para la conquista y colonización de otras regiones y países del continente.
Al llegar al territorio del cacique Natá, de allí el nombre de la ciudad, no pudieron disimular su asombro al punto que el conquistador Gaspar de Espinosa lo consignó en la cuarta relación que le hizo al gobernador Pedro Arias Dávila sobre sus incursiones por estas tierras.
Le decía Espinosa al gobernador de Castilla de Oro que eran tantos los bohíos que había, que no hubo nadie que no se espantara o tuviera temor ante tan gran población.
Hallamos allí infinito maíz, tantos venados que se contaron hasta 300, mucho pescado asado, pavas y comida de indios en abundancia.
Por ello, no fue casual que Natá fuera elegida por Espinosa para articular desde ese lugar la conquista de otros dominios, particularmente el del bravo cacique Urracá en Veraguas.
Luego de ser fundada por Pedro Arias Dávila el 20 de mayo de 1522, Natá ostentó el título de Alcaldía Mayor, y su extensión territorial abarcaba desde lo que hoy es Chame hasta los límites con la provincia de Veraguas.
Penonomé, hoy cabecera de la provincia de Coclé, al igual que otros pueblos vecinos como Olá, Antón, Parita estuvieron bajo la jurisdicción de Natá por muchos años. En la época colonial, Natá recibió la llegada de 100 caballeros españoles que fueron enviados por órdenes directas de Carlos V, Rey de España.
Esos caballeros, que fueron escogidos entre las familias más nobles y distinguidas de España, traían la misión de mantener el dominio sobre los indios, conservar la cultura hispana y propagar la fe católica.
Desde esa época a la ciudad se le empezó a llamar «Natá de los Caballeros». Gaspar Rosas Quirós, preclaro educador, historiador y escritor penonomeño, en su último libro, titulado "Coclé de Natá", resalta que en el periodo de la conquista española Natá fue reconocida como “El granero del reino”, gracias a su rica producción agropecuaria.
También fue identificada como el principal punto de acometimientos contra el indómito Urracá y el núcleo preparatorio para la colonización de Veraguas, con la consecuente explotación de sus ricos yacimientos auríferos.

## Patrimonio religioso

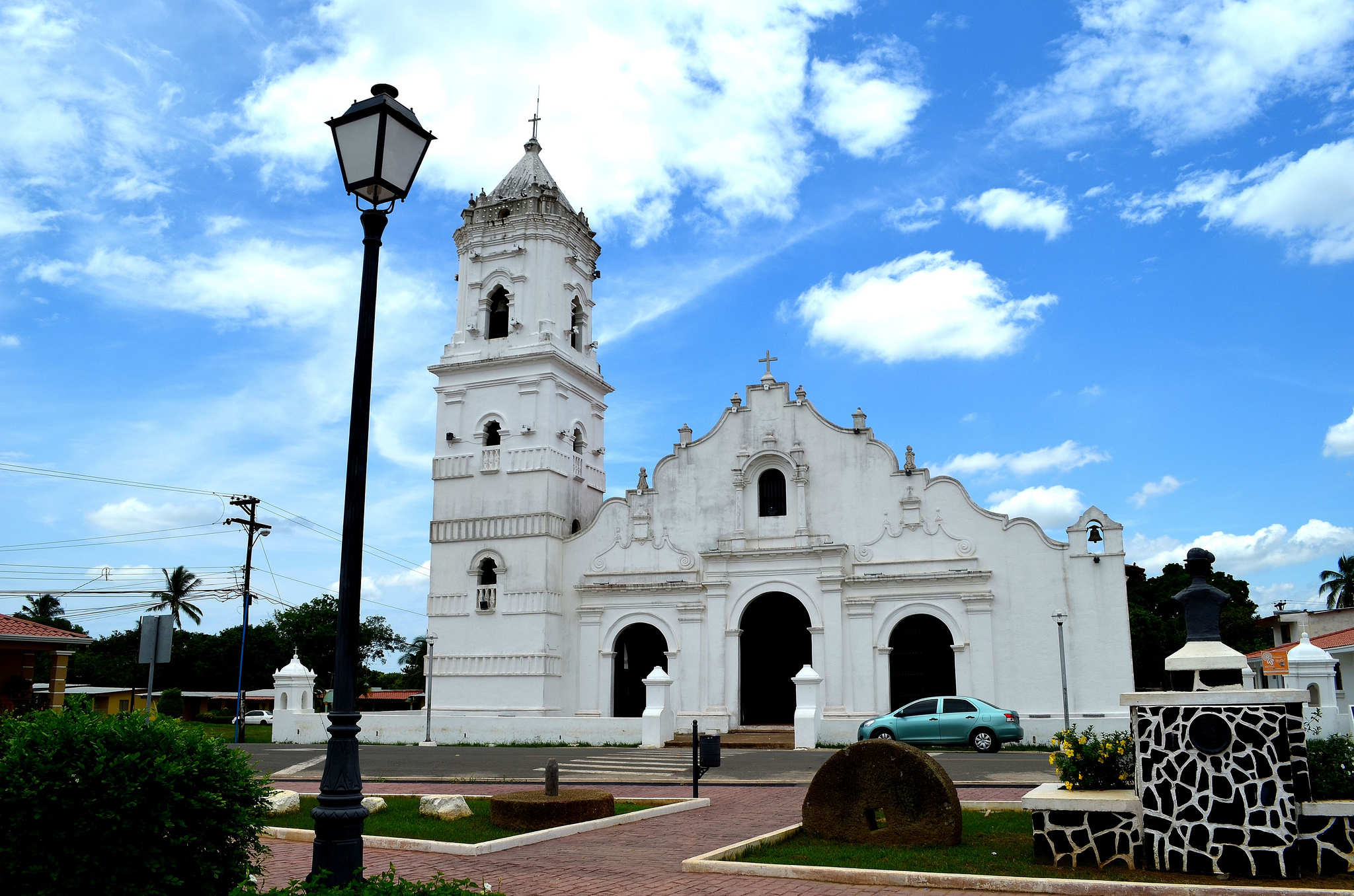
Basílica de Santiago Apóstol.

La Basílica Santiago Apóstol y la Capilla San Juan de Dios son dos joyas coloniales de esta ciudad, construidas por los españoles hace ya más de cinco siglos.
La Basílica es una de las primeras que fundaron los colonizadores en el litoral Pacífico americano y es la única que aún se mantiene en pie. Destacan de su arquitectura la alta torre, desde donde se divisa Natá y Aguadulce, así como el altar mayor y los altares menores.
La capilla San Juan de Dios de Natá de los Caballeros, construida en el último cuarto del siglo XVII (1670), según recogen en su escritos los historiadores, también tuvo como dependencia el hospital San Juan de Dios, fundado en Panamá por fray Juan Burgos. Esta capilla fue de gran importancia, por cuanto facilitó el proceso misionero en esta región indígena y contribuyó en la construcción de la iglesia Santiago Apóstol.

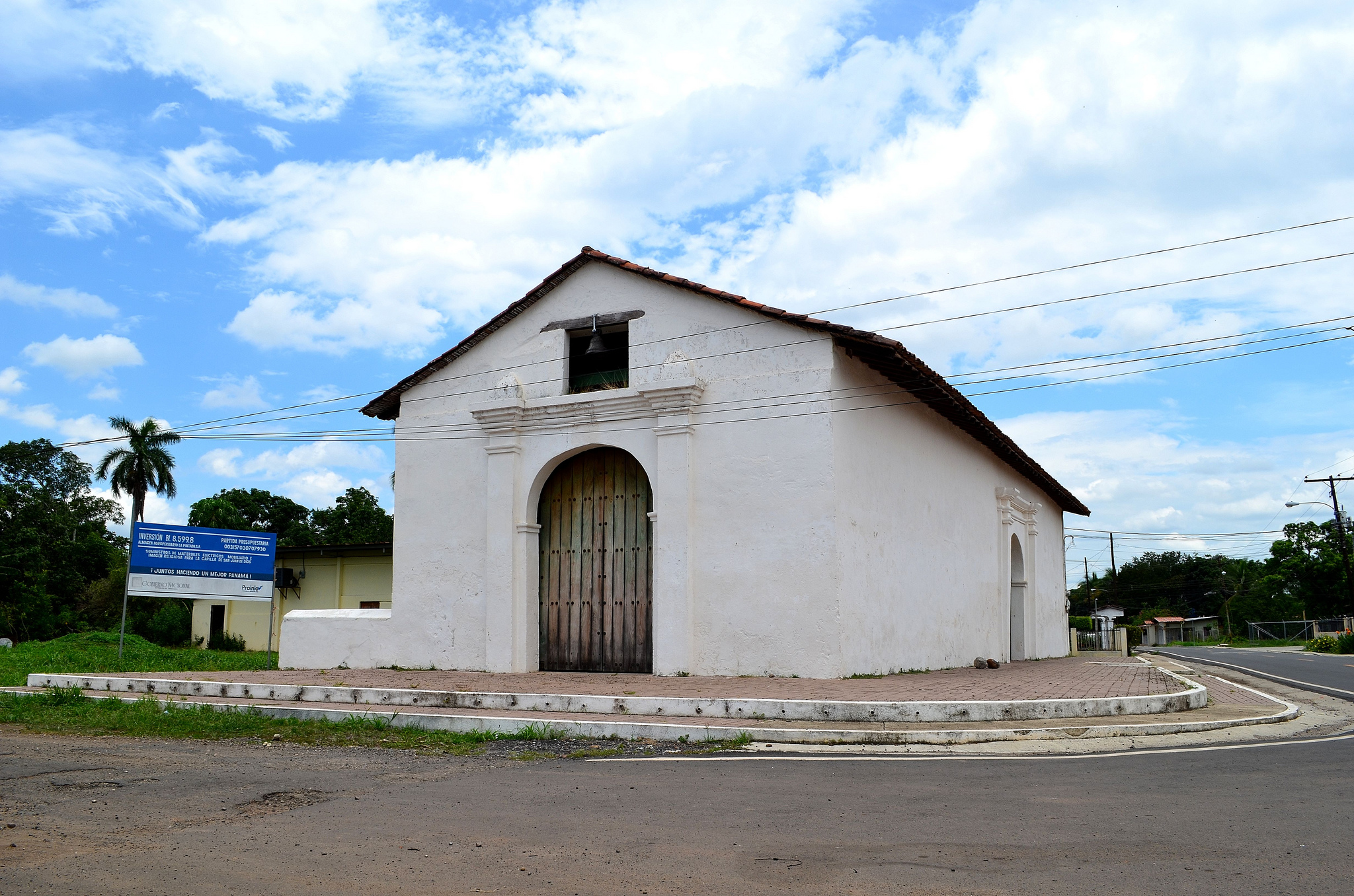
Capilla de San Juan de Dios.

Antiguamente también existía la histórica Iglesia de la Soledad, en honor a Nuestra Señora de los Dolores, pero debido a su gran deterioro y con la idea de hacer una avenida Central recta hasta la Plaza Urrutia, fue tumbada en el siglo XX. La misma se encontraba en un lote cercano a la residencia de una familia respetable en todo el corazón de la Central.

### Patronales de San Juan de Dios
San Juan de Dios es patrono del pueblo de Natá. Su devoción llega a esta población poco después de iniciada la época colonial. Según se cuenta, la vida de San Juan, portugués de nacimiento, fue dedicada totalmente al cuidado de los enfermos y a la caridad con los más necesitados, lo que le llevó a fundar un hospital en Granada, España, en 1539. Muere a la edad de 55 años.
La celebración se inicia desde el día 7, en horas de la tarde, con la llegada de los feligreses a la Casa Comunal, quienes se desplazan desde Herrera, Los Santos y de comunidades apartadas de Coclé como El Copé, Tolé, Las Palmas y El Espavé en largas caminatas, con la esperanza de hallar alivio a su pobreza y ser partícipes del milagroso San Juan, que para muchos representa su seguro de salud en esta vida.
Caída la noche se da la quema de decenas de bultos de madera, frente a la Casa Comunal, cuyo significado es el dar calor y abrigo a los fatigados feligreses.
Previamente el pueblo ha organizado a través de la iglesia, organizaciones cívicas, médicos, odontólogos y colaboradores, las recolectas para atender en clínicas momentáneas -al día siguiente- a los cientos de creyentes e igualmente entregarles las ropas y alimentos donados por personas pudientes que lo hacen como promesa al santo por algún favor recibido.
El día 8 en horas de la mañana se verifica la misa de sanación en la basílica de Santiago Apóstol, donde acuden los feligreses, y durante todo el día se realiza la titánica labor de curar a los enfermos y procurar que cada individuo logre llevar un poco de lo que se ha logrado recoger.
La imagen de San Juan de Dios, es adornada con flores de múltiples colores y rodeada de largos cordeles de donde cuelgan cientos de pequeñas figuras talladas en plata representando diversas partes del cuerpo como agradecimiento a los milagros ofrecidos. Caída la tarde, la imagen es llevada en procesión por las principales calles de Natá, seguida de sus fieles que le acompañan hasta entrar a la iglesia entre aplausos, retoques de campanas y música solemne, para despedirse y con la promesa de regresar el otro año a ver al santo de los pobres y enfermos.

## Festividades anuales
- 1 de enero - Año nuevo.
- 6 de enero - Día de Reyes.
- 31 de enero - Don Bosco.
- Febrero (movible) - Carnavales.
- Febrero (movible) - Miércoles de ceniza.
- 8 de marzo - San Juan de Dios. Patrono de los pobres y de la Capilla.
- Marzo - abril (movible) - Gran Semana Santa:
  - Viernes Dolores - Nuestra Señora de los Dolores.
  - Domingo Ramos - Jesús en Jerusalén.
  - Lunes Santo - Jesús orando en el huerto.
  - Martes Santo - Jesús atado a la columna.
  - Miércoles Santo - Encuentro de Jesús con Nuestra Señora de los Dolores.
  - Jueves Santo - Gran celebración mundial.
  - Viernes Santo - El Santo Entierro. Día de mayor movimiento católico en la ciudad.
  - Sábado Santo.
  - Domingo de resurrección.
- 20 de mayo - Fundación de la ciudad Natá de los Caballeros.
- 16 de julio - Virgen del Carmen.
- 25 de julio - Celebración de Santiago Apóstol, patrono de la ciudad.
- 15 de septiembre - Nuestra Señora de los Dolores.
- 7 de octubre - Virgen del Rosario.
- 12 de octubre - Nuestra Señora de Aparecida.
- 1 de noviembre - Fiesta de Todos los Santos.
- 2 de noviembre - Día de los Difuntos.
- 3 de noviembre - Separación de Panamá de Colombia.
- 4 de noviembre - Día de la Bandera.
- 5 de noviembre - Adhesión a la Gesta Separatista.
- 8 de diciembre - Nuestra Señora, Inmaculada Concepción Alada. Día de las Madres.
- 24 de diciembre - Nochebuena.
- 25 de diciembre - Navidad.
- 31 de diciembre - Fin de Año.

Nota: Las fechas en negritas representan las festividades de mayor movimiento poblacional.